# 桂わかば
桂 わかば（かつら わかば、1964年6月9日 - ）は兵庫県西宮市出身の落語家。本名∶有田 真次郎。
所属事務所は米朝事務所。上方落語協会会員。

## 来歴
西宮市立西宮東高等学校を卒業後、関西学院大学に進学。大学卒業後、1989年1月1日に2代目桂ざこばに入門。入門時には「桂ざこね」という高座名で決まっていたが1月の新年の挨拶で大師匠の桂米朝宅を訪れた際に「わかばってどうや」と尋ねられその場で決まった。
同年5月、箕面メイプルホールでの「ざこばの会」で初舞台。1993年7月から、入門が同期（昭和63年）である笑福亭瓶太、笑福亭銀瓶、桂文華、桂宗助とともに、落語会「はやかぶの会」を開催。1999年に一時廃業するも、翌2000年に復帰。剣道3段。高校の同級生に堤真一。
師匠ざこばが出演していた「らくごのご」では、お題取りとして出演していた。

## 出演番組
- みのおFM 「イブニングタッキー」 水曜日 16：00 - 18：00

## 出演CM
- 日本コカ・コーラ「綾鷹」（2012年） - 笑福亭鶴志、桂文之助（出演当時は桂雀松）、7代目笑福亭松喬（出演当時は笑福亭三喬）、桂紅雀らと共演。